# Волков Анатолій Пилипович
Анатолій Пилипович Волков (нар. 1 лютого  або 8 березня  1948) — радянський і російський тенісист і тенісний тренер, майстер спорту міжнародного класу (1970) і заслужений тренер СРСР (1991). Дворазовий чемпіон СРСР в чоловічому парному розряді, чемпіон Європи серед любителів в чоловічому і змішаному парному розряді, капітан команд СРСР і Росії в Кубку Федерації.

## Спортивна кар'єра
Ігрова кар'єра
Анатолій Волков почав грати в теніс в сім років, з 1955 року виступав за дитяче спорттовариство «Спартак». У 1965 році виграв чемпіонат СРСР серед юнаків в парному розряді і на наступний рік в складі молодіжної збірної СРСР вийшов у фінал «Кубка Галеа» - командного юнацької першості Європи.
На дорослому рівні Волков був триразовим переможцем Спартакіад народів СРСР у складі збірної команди Москви і триразовим володарем Кубка СРСР у складі команди ЦСКА, за яку виступав з 1970 по 1981 рік. Волков - чемпіон СРСР в чоловічому парному розряді 1969 і 1978 років (відповідно з Сергієм Лихачовим і Костянтином Пугаєвим ), чотириразовий фіналіст чемпіонатів СРСР в чоловічих і змішаних парах, 14-кратний чемпіон Москви в різних розрядах (в тому числі шість разів в одиночному) і неодноразовий переможець чемпіонатів ВЦРПС, Всесоюзних зимових змагань, зимового та літнього Московських міжнародних турнірів і Спартакіад дружніх армій в різних розрядах.
Волков представляв СРСР на виставковому олімпійському тенісному турнірі в Мехіко (1968, програв у чвертьфіналі майбутньому переможцю Рафаелю Осуне) і любительських чемпіонатах Європи, де завоював золоті медалі в чоловічих парах в 1969 році і в міксті - в 1979-му. На Універсіаді 1970 року він став срібним призером в парі з Томасом Лейусом, а в 1975 році представляв СРСР у матчах Кубка Девіса  . Волков став першим радянським тенісистом, що завдало поразки супернику-професіоналу в відкритому міжнародному турнірі, в 1968 році взявши верх над Френком Седжменом в рамках Бекнемского турніру з рахунком 4-6, 6-4, 7-5   . У 1970 році йому було присвоєно звання майстра спорту міжнародного класу . У 2014 році ім'я Анатолія Волкова було включено до списків Залу російської тенісної слави  .
При в'язкій манері гри Волкова і його здатності довго «качати» м'яч з задньої лінії згадує і Шаміль Тарпіщев, який зіграв з ним у 1972 році в Ташкенті матч протяжністю більше дев'яти годин (детально про нього розповідає книга Тарпіщева «Найдовший матч»)   .
Тренерська кар'єра
Анатолій Волков закінчив Російський державний університет фізичної культури, спорту, молоді та туризму і після завершення ігрової кар'єри займається тренерською роботою. З 1981 по 1988 рік тренував тенісну команду ЦСКА, з 1988 по 1993 рік - головний тренер збірних Збройних сил СРСР, а потім Російської Федерації. У 1983 році під керівництвом Волкова радянська збірна дівчаток завоювала «Кубок Гельвеції» - юніорський аналог Кубка Федерації, а в 1986 і 1991 роках він займав пост капітана збірної СРСР в Кубку Федерації (в 1992 році - капітан щойно створеної збірної Росії). Серед вихованок Волкова - Світлана Чернева (Пархоменко). У 1984 році йому присвоєно звання заслуженого тренера РРФСР, а в 1991 році - заслуженого тренера СРСР.